# Karol Borsuk
Karol Borsuk (Varsavia, 8 maggio 1905 – Varsavia, 24 gennaio 1982) è stato un matematico polacco.

## Biografia
Borsuk cominciò le scuole a Varsavia, grazie all'avvento delle forze austro-ungariche che sconfissero le forze russe nell'agosto del 1915: le università passarono sotto il controllo dei polacchi e rapidamente crebbe una grande scuola matematica i cui primi rappresentanti furono Zygmunt Janiszewski e Stefan Mazurkiewicz cui seguirono Kazimierz Kuratowski e Wacław Sierpiński.
Quando Borsuk entrò all'Università di Varsavia, per studiare matematica, questa era un centro per la ricerca in topologia, in questo ambito Stanisław Saks e Mazurkiewicz erano professori all'università e fecero notevoli progressi nella ricerca. Borsuk conseguì la laurea nel 1927 e dal 1929 continuò i suoi studi per il dottorato, sotto la supervisione di Mazurkiewicz, e fu premiato nel 1930 per la sua dissertazione sulle retrazioni (pubblicata nel 1931) in cui inventò la teoria delle retrazioni. Il 26 aprile 1936 Borsuk sposò Zofia Paczkowska da cui ebbe due bambine.
Il secondo centro matematico di ricerca in Polonia a quel tempo era Leopoli; Borsuk durante le sue visite conobbe e fece amicizia con Stanisław Ulam. Essi definirono il concetto di "omeomorfismo epsilon" e il comportamento di alcuni invarianti topologici in trasformazioni più generali, producendo un lavoro sui "prodotti simmetrici" ed introducendo un'idea che modificava la concezione del prodotto cartesiano e che portò alla costruzione di curiosi multiforme. A Lvov, Borsuk incontrava i matematici nello Scottish Café e contribuì a sottoporre problemi che venivano raccolti un libro dagli stessi tenuto.
La carriera di Borsuk fu interrotta dall'avvento della seconda guerra mondiale quando i tedeschi invasero la Polonia nel 1939, la sua vita divenne estremamente difficoltosa: infatti, era nell'ottica della Germania di porre fine alla vita intellettuale, per cui mandarono alcuni accademici nei campi di concentramento mentre altri furono uccisi. L'Università di Varsavia si organizzò segretamente e Borsuk cercò di farla rimanere attiva ma Kuratowski fu preso prigioniero ed egli dovette fuggire e stare nascosto per tutta la guerra.
Alla fine della guerra il sistema scolastico era stato smantellato per cui Borsuk e Kuratowski giocarono un ruolo importante in questa ricostruzione. Borsuk divenne professore nel 1946 e passò un periodo negli Stati Uniti presso l'Istituto per
gli studi avanzati di Princeton nel periodo dal 1946 al 1947. Fu poi all'Università della California - Berkeley durante la sessione dal 1959 al 1960, infine all'Università del Wisconsin a Madison nell'anno accademico 1963-1964.

## Contributi
Influenzò fortemente lo sviluppo della topologia infinito-dimensionale con la sua teoria delle retrazioni e la sua teoria delle forme che divenne l'argomento più discusso nei suoi seminari.
Nel 1936 introdusse la nozione dei gruppi coomotopi, cui seguì la teoria dell'omotopia stabile: Borsuk introdusse anche il concetto del divisore di una mappa che discusse nel 1956.
Divenne vice-direttore dell'Istituto Matematico dell'Accademia polacca delle scienze e poi membro onorario della Società matematica polacca nel 1978; nello stesso anno organizzò, a Varsavia, una conferenza internazionale di topologia e geometria.

## Hodowla zwierzątek
Karol Borsuk è stato inoltre l'autore di un famoso gioco da tavolo chiamato originariamente Hodowla zwierzątek e tradotto poi in varie nazioni (Italia inclusa) come Super Farmer. Il gioco è stato ideato durante il difficile periodo dell'occupazione nazista ed il forzato ritiro di Borsuk dall'università, tutte le copie autocostruite artigianalmente dalla stessa famiglia Borsuk sono state distrutte durante la rivolta di Varsavia, ma nel dopoguerra una copia che era stata fortuitamente portata in un'altra città è stata riconsegnata a Borsuk ed ha permesso il recupero e la pubblicazione vera e propria del gioco.
Nel 2009 il gioco ha vinto il premio Side Award per il Miglior Gioco per Famiglie dei Best of Show assegnato da Lucca Games nell'ambito della manifestazione Lucca Comics & Games.